# The Reel Me
The Reel Me – trzecie DVD amerykańskiej piosenkarki Jennifer Lopez. Zostało wydane w listopadzie 2003 roku.

## Lista utworów

### DVD
1. „If You Had My Love”
2. „No Me Ames” (duet with Marc Anthony)
3. „Waiting for Tonight” (Hex Hector Remix)
4. „Feelin’ So Good” (feat. Big Pun and Fat Joe)
5. „Love Don’t Cost a Thing”
6. „Play”
7. „I’m Real”
8. „I’m Real” (Murder Remix) feat. Ja Rule)
9. „Ain’t It Funny”
10. „Alive”
11. „Ain’t It Funny (Murder Remix) featuring Ja Rule and Caddillac Tah)
12. „I’m Gonna Be Alright” (Track Masters Remix feat. Nas)
13. „Jenny from the Block” (feat. Styles P and Jadakiss)
14. „All I Have” (featuring LL Cool J)
15. „I’m Glad”
16. „Baby I Love U!”
17. „Outro"

### Bonus CD
1. „Baby I Love U!” – 4:29
2. „Jenny from the Block” (Seismic Crew's Latin Disco Trip) – 6:41
3. „All I Have” (Ignorants Mix featuring LL Cool J) – 4:03
4. „I’m Glad” (Paul Oakenfold Perfecto Remix) – 5:47
5. „The One” (Bastone & Burnz Club Mix) – 7:40
6. „Baby I Love U!” (R. Kelly Remix) – 4:11